# Nao+
Nao＋（なおたす、1994年5月21日 - ）は、日本の歌手、タレント、アイドル。福岡県出身。

## 経歴
16歳の頃、友達の勧めでDAMチャンネル主催による「ソニーミュージックオーディション」を受けたのがきっかけで音楽活動を開始する。
17歳でVOAT福岡校に入校。
2013年、高校卒業と共に単身上京し、アコースティックギターによる弾き語りとダンスを両方行っていくというスタイルでLIVE活動を始める。
2017年、楽遊アイドル部研究生となる。それに伴い、約3ヶ月間のサバイバルオーディションに参加。

その中で、TOKYO MX「楽遊の高層アイドル!!」、文化放送 超!A&G+「ペーパーアイドル」などの番組に出演。
2017年5月6日、日本武道館で開催の「武道館アイドル博2017年～1000人のアイドルと遊ぼう！～」に出演。
2017年9月、弾き語りで山手線一周路上の旅を実施。
2018年3月18日、神奈川・溝ノ口劇場にて初のワンマンライブ開催。来場者数116人を動員。
2018年4月、渡邉沙志がプロデュースするアイドルグループのココロニトライアド.に加入。
2018年4月、DivA Effect Project4thグランプリ。
2019年3月、ココロニトライアド.卒業。同月、DivA Effect Project4thを卒業。
2019年5月、「第6回アイドルソロクイーンコンテスト」準優勝。歌唱部門1位を受賞。
2019年11月、「第3回アイドルベストシンガーコンテスト」にて準優勝。
2020年3月25日、1stフルアルバム『Stage』をリリース。
2021年5月23日、渋谷REXにて2ndワンマンライブ開催。
2022年3月より、五大都市ツアー『5ing New tour』を敢行。
2023年1月、「第5回アイドルベストシンガーコンテスト」にて優勝。
2023年5月20日、渋谷club asiaにて4度目のワンマンライブを開催。
2023年8月、「第10回アイドルソロクイーンコンテスト」にて優勝。
2023年11月10日、SHIBUYA PLEASURE PLEASUREにてアコースティックワンマンライブを開催。
2024年5月25日に渋谷WWW Xにて、5度目のワンマンライブを開催する事を発表。

## ディスコグラフィ

### シングル
|     | 発売日         | タイトル   |
| --- | -------------- | ---------- |
| 1st | 2015年7月1日   | ONE        |
| 2nd | 2016年12月15日 | PAPER's    |
| 3rd | 2018年3月18日  | Re:START   |
| 4th | 2019年8月26日  | Clap!!     |
| 5th | 2021年7月6日   | 軌跡/RiBON |

### ミニアルバム
|     | 発売日        | タイトル |
| --- | ------------- | -------- |
| 1st | 2019年3月21日 | ID       |

### コンピレーションアルバム
|     | 発売日        | タイトル                | 規格品番  | 備考                                         |
| --- | ------------- | ----------------------- | --------- | -------------------------------------------- |
| 1st | 2018年10月2日 | Diva effect project 4th | LIVX-0036 | アニソン・カバー・コンピレーションアルバム。 |

ソロボーカリストを応援するプロジェクトの第4弾で、自分が好きなアニソンでCDデビューというアニソンカバーアルバム。

ネット投票・ライブ投票を経て選ばれたNao＋、小牧蒼を含めた7名のアーティストが参加。

「Rising Hope」、「暁の車」、「回レ!雪月花」、「アンバランスなKissをして」を含む全7曲収録。
発売元：ライブックスイノベーション
掲載ランキング（2018年10月17日時点）は下記となる。
オリコンデイリー アルバムランキング(10/1付)　7位

オリコンウィークリー アルバムランキング(10月第1週)　45位

オリコンインディーズアルバムランキング(10月第1週)　6位

タワレコ全店舗アルバムランキング(10/1付)　6位

タワレコ全店舗インディーズアルバムランキング　3位

ビルボード　アルバムトップセールスランキング　22位

## 出演

### テレビ
- 楽遊の高層アイドル!!（2017年、TOKYO MX）

### ラジオ
- ペーパーアイドル（2017年、文化放送 超!A&G+）